# 小镇大法官 (电影)
《小镇大法官》是2013年中国大陆剧情片，导演王明军、白楠、荔彦博，主演杨新鸣、田小冰、王砚辉、高亮、艾丽娅。2013年6月20日在中国大陆上映。

## 剧情
该片以江苏省新沂市窑湾法庭为背景地，讲述了法官“樊远平”公正执法的故事。

## 演员
- 杨新鸣 出演 樊远平，窑湾镇法庭的庭长。
- 田小冰 出演 老四，挖沙船主。
- 王砚辉 出演 赵玉明，私企业主，和老四有合同纠纷。
- 艾丽娅 出演 刘大玲，法庭新来的大学生。
- 高亮 出演 欧阳雷云
- 帕丽扎提 出演 薛倩倩
- 刘凌 出演 小王
- 白楠 出演 王小国
- 王卓 出演 李明
- 红花 出演 老四媳妇
- 仇倩 出演 张大妈
- 张书雅 出演 菊花